# Cyréna Sambaová-Mayelaová
Cyréna Sambaová-Mayelaová (* 31. října 2000) je francouzská sprinterka, která se věnuje krátkým překážkovým běhům na 60 a 100 metrů.
Francouzská rekordmanka konžského původu je halovou mistryní světa z roku 2022 a mistryní Evropy z roku 2024. Na XXXIII. letních olympijských hrách v Paříži získala stříbrnou medaili v čase 12,34 s, kdy nestačila pouze na Američanku Masai Russellovou.

## Osobní rekordy

### Dráha
- běh na 100 metrů překážek – 12,31 s – 8. června 2024, Řím

### Hala
- běh na 60 metrů překážek – 7,73 s – 3. března 2024, Glasgow